# Epping (métro de Sydney)
Pour les articles homonymes, voir Epping (homonymie).
Epping est une gare des trains de banlieue de Sydney et une station du métro de Sydney en Australie, située dans le quartier d'Epping à Parramatta en Nouvelle-Galles du Sud.

## Situation sur le réseau
Établie sous la gare ferroviaire, la station est située entre Cherrybrook au nord-ouest et Macquarie University au sud-est.

## Histoire
La gare ferroviaire est ouverte sur son emplacement actuel le 7 octobre 1899.
La station est mise en service le 26 mai 2019 en même temps que la première ligne du métro de l'agglomération.